# 오쿠다 다미오
오쿠다 다미오(奥田民生, 1965년 5월 12일~)는 히로시마현 출신 일본의 싱어송라이터이자, 밴드 유니콘의 구성원이다.

## 개요
1987년, 록 밴드 유니콘의 보컬로 데뷔했다. 〈다이메이와쿠〉, 〈하타라쿠 오토코〉, 〈스바라시이히비〉 등 여러 히트곡을 만들어, 1990년대 밴드 붐의 총아로 떠올랐다. 밴드는 1993년에 해산하고, 약 1년간의 충전기를 거쳐 1994년부터 솔로 가수로 활동을 시작한다. 솔로 활동 외, 여성 듀오 퍼피의 프로듀스나 이노우에 요스이와의 그룹 이노우에 요스이 오쿠다 다미오을 시작으로 여러 음악가들과 콜라보레이션 등 여러 방면으로 활동하고 있다. 대표곡으로 〈아이노타메니〉, 〈이주★라이더〉, 〈사스라이〉, 〈마시마로〉 등이 있다.

## 내력
2009년 이후에는 밴드와 솔로를 겸임하고있다.

## 음반 목록

### 싱글
1. 큐지츠 / 켄코 (1992년 8월 29일)
2. 아이노타메니 (1994년 10월 21일)
3. 무스코 (1995년 1월 15일)
4. 커피 (1995년 5월 21일)
5. 나얀데마난데 (1995년 10월 1일)
6. 이주★라이더 (1996년 6월 21일)
7. 코이노카케라 (1997년 11월 1일)
8. 사스라이 (1998년 2월 5일)
9. 츠키오 코에루 (1999년 2월 20일)
10. 마시마로 (2000년 1월 19일)
11. The STANDARD (2001년 7월 25일)
12. CUSTOM (2001년 10월 24일)
13. 하나니나루 (2002년 3월 20일)
14. 헤헤헤이 (2002년 9월 4일)
15. 만오지시테 (2002년 10월 23일)
16. 사운드 오브 뮤직 (2004년 4월 28일)
17. 스카이워커 (2004년 6월 30일)
18. 난토이 (2004년 8월 25일)
19. 트리퍼 (2005년 10월 5일)
20. MANY (2006년 7월 19일)
21. 무겐노카제 (2007년 11월 21일)
22. SUN노SON (2008년 9월 17일)
23. 사이코노코레카라 (2010년 9월 8일)

### 앨범
1. 29 (1995년 3월 8일)
2. 30 (1995년 10월 1일)
3. FAILBOX [미니 음반] (1997년 7월 1일)
4. 股旅 (1998년 3월 18일)
5. GOLDBLEND (2000년 3월 23일)
6. E (2002년 9월 19일)
7. LION (2004년 10월 6일)
8. comp [미니 음반] (2005년 4월 27일)
여기까지의 앨범전부를 2007년 12월에 종이쟈켓 사양으로 재발매.
9. Fantastic OT9 (2008년 1월 16일)
10. OTRL (2010년 8월 4일)

## 같이 보기
- 구와타 게이스케
- 유니콘